# Hofmannsthal-Jahrbuch
Hofmannsthal-Jahrbuch ⋅ Zur europäischen Moderne  (ISSN 0946-4018) ist ein internationales Periodikum, das dem Werk des österreichischen Dichters Hugo von Hofmannsthal verpflichtet ist. Darüber hinaus wird sein Werk „in den Kontext der europäischen Moderne, deren ästhetische und thematische Dimensionen sie interdisziplinär in den verschiedenen Kunst- und Wissenschaftsformen diskutieren“, gestellt.
Die wissenschaftliche Fachzeitschrift ist bibliophil ausgestattet und erscheint jährlich. Seit 2020 wird sie als Imprint Rombach Wissenschaft im Nomos Verlag, Baden-Baden publiziert. Zuvor erschien sie zwischen 1993 und 2019 im Rombach Verlag.
Üblicherweise können in einem offenen Call for Papers bis März Artikelvorschläge eingesandt werden, die dann vom Herausgeberkollegium begutachtet und in Peer-Review-Verfahren ausgewählt werden. Der jeweilige Jahrgang erscheint dann zum Jahresende (beispielsweise Jahrgang 27–2019 erschien im Dezember 2019).
Das Jahrbuch ging 1993 aus der Vereinigung zweier Periodika hervor, den seit 1968 erscheinenden Hofmannsthal-Blättern und den seit 1971 publizierten Hofmannsthal-Forschungen. Waren die ersten dem Werk Hofmannsthals gewidmet, erschienen im zweiten Tagungsberichte und größere Einordnungen.
Seit 2020 sind sowohl die Blätter, die Forschungen und alle bis zum jeweils aktuellen Band des Jahrbuchs open access im Netz frei verfügbar.

## Herausgeberinnen und Herausgeber
Die Publikationsreihe verfügt über ein ständiges Gremium aus Herausgeberinnen und Herausgebern aus der Germanistik:
- Maximillian Bergengruen (seit 2012)
- Alexander Honold (seit 2017)
- Gerhard Neumann (1993–2017)
- Ursula Renner (seit 1993)
- Günter Schnitzler (seit 1993)
- Gotthart Wunberg (1993–2020)

Die Herausgabe erfolgt „im Auftrag der Hugo von Hofmannsthal-Gesellschaft“. Mitglieder derselben erhalten die Bände kostenlos.